# 타이송
타이송 바르셀루스 프레다(포르투갈어: Taison Barcellos Freda, 1988년 1월 13일 ~ )는 흔히 타이송(Taison)으로 불리는 브라질의 축구 선수이다. 현재 소속 팀은 수페르리가 엘라다에 소속되어 있는 PAOK이며, 주로 미드필더로 뛴다.
인테르나시오나우의 유스 출신으로, 인테르나시오나우에서 데뷔하여 2010년에 600만 유로의 이적료로 메탈리스트 하르키우로 이적하였다. 이후 2013년 1월 1일에 1240만 파운드의 이적료로 샤흐타르 도네츠크로 이적하였다. 2월 13일에 보루시아 도르트문트와의 경기에서 UEFA 챔피언스리그에 데뷔하였고, 2013년 10월 2일에 맨체스터 유나이티드와의 경기세어 챔피언스리그 데뷔 골을 기록하여 1-1 무승부에 기여하였다.
우크라이나 축구 국가대표팀의 감독인 미하일로 포멘코는 인터뷰에서 타이송이 귀화를 하여 우크라이나 축구 국가대표팀으로 데뷔할 가능성이 있다고 언급하였다. 이에 대해 타이송은 우크라이나가 요청할 시에 귀화할 가능성이 있다고 인정하였다. 그러나 2016년 8월 22일, 브라질 축구 국가대표팀의 감독인 치치는 타이송을 브라질 축구 국가대표팀에 선발하였고, 이후 2017년 6월 13일, 오스트레일리아와의 친선 경기에서 데뷔 골을 기록하였다. 이후 2018년 FIFA 월드컵에서 국제 대회에 처음으로 선발되었다.

## 수상
샤흐타르 도네츠크
- 우크라이나 프리미어리그: 2012–13, 2013–14, 2016–17, 2017-18
- 우크라이나 컵: 2012–13, 2015–16, 2016–17, 2017–18
- 우크라이나 슈퍼컵: 2013, 2014, 2015, 2017